# حفرة مأبضية
الحفرة المأبضية أو مأبض الركبة هي انخفاض خلف مفصل الركبة. العظمان الموجودان عن الحفرة هما عظم الفخذ وقصبة الساق.

## حدود الحفرة
حدود الحفرة المأبضية هي:
|        | الوسط                                   | الجانب                                                     |
| ------ | --------------------------------------- | ---------------------------------------------------------- |
| الأعلى | الأعلى والوسط: العضلة نصف الغشائية      | الأعلى والجانب: العضلة الفخذية ذات الرأسين                 |
| الأسفل | الأسفل والوسط: الرأس الأوسط لعضلة الساق | الأسفل والجانب: الرأس الجانبي لعضلة الساق والعضلة الأخمصية |

## أعلى الحفرة
يتكون سقف الحفرة من المكونات التالية (من السطح الخارجي نحو العمق):
1. الجلد
2. اللفافة السطحية والتي تحتوي على الوريد الصافن الصغير والفرع النهائي للعصب الجلدي الفخذي الخلفي والجزء الخلفي من العصب الجلدي الإنسي الفخذي والعصب الجلدي الربلي الجانبي والعصب الجلدي الربلي الإنسي.
3. الحفرة المأبضية

## قاع الحفرة
يكون قاعها من:
1. السطح المأبضي لعظم الفخذ
2. محفظة مفصل الركبة والرباط المأبضي المائل
3. لفافة قوية تغطي العضلة المأبضية

## المحتويات
محتويات الحفرة من السطح إلى القاع كما يلي:
1. عصب قصبة الساق
2. الوريد المأبضي
3. شريان باطن الركبة، وهو المتداد لشريان الفخذ
4. نهاية الوريد الصافن الصغير[6]
5. العصب الشظوي الأصلي[6]
6. عقد لمفية مأبضية وأوعية دموية[6]

ومن الملاحظ أن العصب الشظوي الأصلي يبدأ من الزاوية العليا للحفرة المأبضية.

## صور أضافية

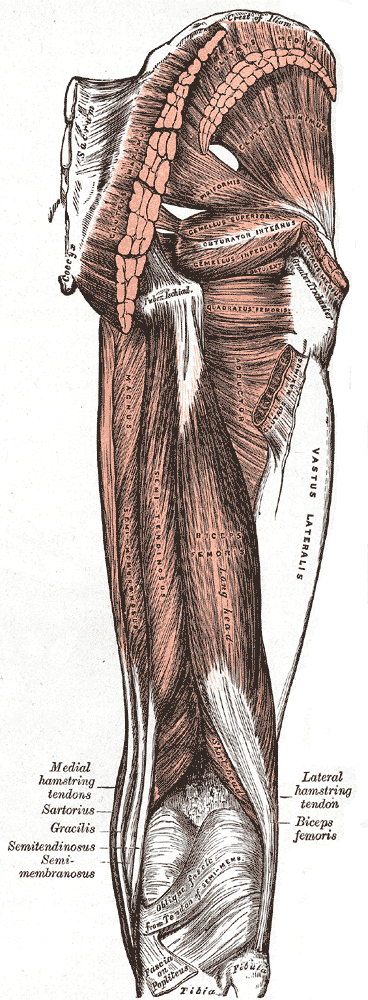
عضلات المناطق الإليوية والفخذية.
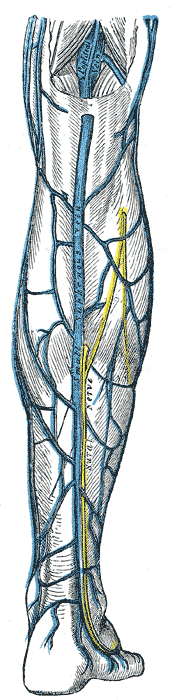
الوريد الصافن الصغير وتفرعاته.
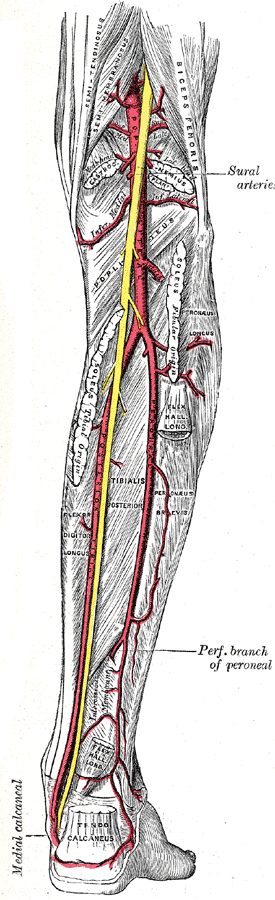
الشريان المأبضي وشريان قصبة الساق الخلفي والشريان الشظوي.
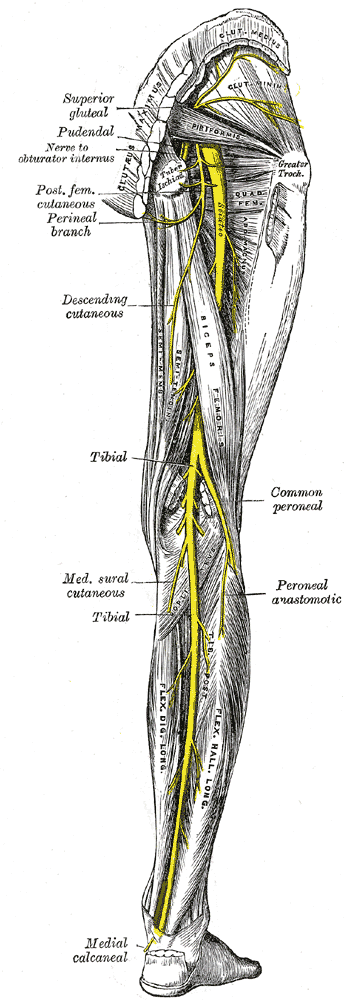
منظر خلفي لأعصاب الطرف السفلي الأيمن.
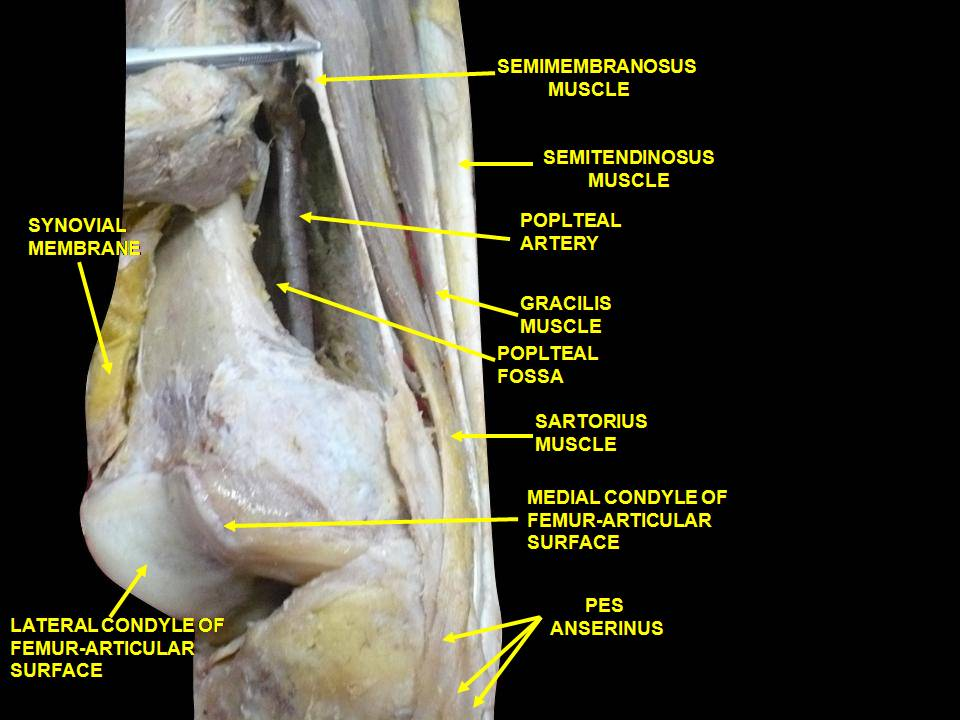
منظر جانبي لعضلات الفخذ.